# William Percy
William Percy (Tynemouth, 1574 – Oxford, 28 maggio 1648) è stato un poeta e drammaturgo inglese.

## Biografia
Era il terzo figlio di Henry Percy, VIII conte di Northumberland (c.1532–1585) e di sua moglie Katharine Neville (1545/6–1596).
Frequentò l'Università di Oxford dove, sebbene studiasse Italiano e Latino, il suo crescente interesse era la letteratura inglese contemporanea, inclusi i lavori di Gabriel Harvey, Philip Sidney ed Edmund Spenser.
Ad Oxford Percy apparteneva al circolo letterario che includeva Barnabe Barnes, il cui Parthenophil and Parthenope era dedicato proprio all'amico. Un anno dopo Percy pubblicò la sua collezione Sonnets to the Fairest Coelia. Nella prefazione dichiarava di essere stato costretto alla pubblicazione in quanto, avendo prestato i manoscritti ad un amico, li ritrovò stampati senza il suo consenso. Egli quindi aggiunse un'epistola al lettore in cui descrisse i sonetti come meri giocattoli, promettendo che ben presto avrebbe impartito al mondo un altro poema più fecondo e ponderoso. Egli incluse un sonetto dedicato a Barnes, chiamandolo 'Parthenophil'.
Sebbene non fosse un poeta talentuoso, il suo circolo includeva i migliori scrittori come Charles Fitzgeoffrey che nella sua collezione di epigrammi latini Affaniae loda la maestria di Percy. Altri nello stesso gruppo furono i fratelli Mychelbourne, Edward, Lawrence, e Thomas, i quali compaiono nei poemi di Percy. Un altro membro fu Thomas Campion che lodò lo spirito di Percy nel suo Epigrammatum II (1619).
Percy scrisse anche drammi, sei dei quali sopravvivono oggi. The Faery Pastoral, o Forest of Elves venne scritto per la visita di Giacomo I d'Inghilterra a Syon House (la casa a Londra del fratello di Percy) l'8 giugno 1603. Soprattutto Percy sembrò aver scritto i suoi drammi con l'intenzione di farli eseguire da uno o più compagnie di bambini. Arabia sitiens, o, A Dreame of a Drye Yeare: a Tragaecomodye (1601), A Country Tragaedye in Vacunium (1602), e The Aphrodysial, or, Sea Feast: a Marinall (1602) vennero dedicati ai figli dei Revells e dei Poules. Il suo ultimo lavoro, Necromantes, o, The Two Supposed Heds: a Comicall Invention (1632) fu scritto solo per attori. Sebbene nessuna delle sue opere aveva ricevuto lodi, Arabia sitiens, più di recente conosciuta col titolo Mahomet and his Heaven, è meritevole di interesse in quanto
dà un'idea degli atteggiamenti contemporanei degli inglesi nei confronti dell'Islam.

## Morte
Come il suo fratello maggiore Henry, William Percy finì in carcere per debiti. Alla fine egli si sistemò ad Oxford dove, secondo Anthony Wood, egli morì in ristrettezze economiche.